# 연애사진 (노래)
〈연애사진〉(일본어: 恋愛写真 렌아이샤신[*])은 일본의 가수 오오츠카 아이가 발매한 13번째 싱글이다. 2006년 10월 25일 발매되었다.
〈恋愛写真〉은 〈다이스키다요|大好きだよ。〉와 〈플라네타륨 (오오츠카 아이의 노래)|プラネタリウム〉을 잇는 슬프고 애절한 발라드 곡으로, 다마키 히로시·미야자키 아오이 주연의 영화 《다만, 널 사랑하고 있어》의 주제가로 쓰였다.

## 곡목
CD
1. 恋愛写真 <연애사진>
2. ハニカミジェーン <부끄러운 제인>
3. 羽ありたまご (Live version) <날개달린 계란 (Live version)>
4. 恋愛写真 (Instrumental)
5. ハニカミジェーン (Instrumental)

DVD
1. 恋愛写真 (Music Clip)